# Средство индивидуализации
Средство индивидуализации — обозначение, служащее для различения товаров, услуг, предприятий, организаций и других объектов в сфере хозяйственного оборота.

## Характеристика
Средства индивидуализации могут являться предметом сделки, в частности, права на использование некоторых средств индивидуализации могут передаваться по лицензионному договору.

## Виды
К средствам индивидуализации в разных странах обычно относят:
- фирменное наименование, наименование некоммерческой организации,
- товарный знак, знак обслуживания,
- коммерческое обозначение,
- наименование места происхождения товара,
- доменное имя,
- и другие обозначения.

## Регулирование

### Россия
В России средства индивидуализации приравнены законом (4-й частью Гражданского кодекса) к результатам интеллектуальной деятельности, на которые установлено исключительное право интеллектуальной собственности.

#### Доменное имя как средство индивидуализации
В соответствии с подп. 5 п. 2 ст. 1484 ГК РФ использование товарного знака в доменном имени считается входящим в сферу исключительного права на товарный знак. Однако ряд российских правоведов до принятия четвёртой части ГК РФ рассматривали доменное имя в качестве самостоятельного средства индивидуализации. М. С. Азаров считает, что теперь «доменное имя является средством индивидуализации, не предусмотренным ГК РФ, но законодательно допустимым».